# Teul de González Ortega
Teul de González Ortega là một đô thị thuộc bang Zacatecas, México. Năm 2005, dân số của đô thị này là 5279 người.